# Isaiah Todd
Isaiah Todd (Baltimora, 17 ottobre 2001) è un cestista statunitense, di ruolo ala grande, professionista nella NBA.

## Carriera
È stato selezionato dai Milwaukee Bucks al secondo giro del Draft NBA 2021 (31ª scelta assoluta).

## Statistiche

### NBA

#### Regular Season
| Anno      | Squadra       | PG | PT | MP   | TC%  | 3P%  | TL%  | RP  | AP  | PRP | SP  | PP  |
| --------- | ------------- | -- | -- | ---- | ---- | ---- | ---- | --- | --- | --- | --- | --- |
| 2021-2022 | Wash. Wizards | 12 | 0  | 6,2  | 26,9 | 25,0 | 33,3 | 1,0 | 0,3 | 0,3 | 0,2 | 1,7 |
| 2022-2023 | Wash. Wizards | 6  | 1  | 10,2 | 15,8 | 10,0 | 100  | 2,0 | 0,7 | 0,2 | 0,0 | 1,5 |
| Carriera  | Carriera      | 18 | 1  | 7,5  | 22,2 | 19,2 | 50,0 | 1,3 | 0,4 | 0,3 | 0,1 | 1,6 |

#### Massimi in carriera
- Massimo di punti: 7 vs Houston Rockets (9 aprile 2023)[1]
- Massimo di rimbalzi: 12 vs Houston Rockets (9 aprile 2023)
- Massimo di assist: 4 vs Houston Rockets (9 aprile 2023)
- Massimo di palle rubate: 2 vs Charlotte Hornets (10 aprile 2022)
- Massimo di stoppate: 1 (2 volte)
- Massimo di minuti giocati: 45 vs Houston Rockets (9 aprile 2023)

## Palmarès
- McDonald's All-American Game (2020)